# Trotorhombia bisinuata
Trotorhombia bisinuata är en fjärilsart som beskrevs av Felder och Alois Friedrich Rogenhofer 1874. Trotorhombia bisinuata ingår i släktet Trotorhombia och familjen Uraniidae. Inga underarter finns listade i Catalogue of Life.